# Carpenter Street
Carpenter Street is de 62e aflevering van de serie Star Trek: Enterprise van 97 afleveringen in totaal. 
Seizoen drie van deze serie heeft één grote verhaallijn, die het gehele seizoen voortduurt (zie seizoen drie), met meerdere plots. Deze aflevering is dus slechts één onderdeel van dit verhaal.

## Verloop van de aflevering
Op de USS Enterprise NX-01 contacteert Daniels, een man uit de toekomst en agent in de Temporale Koude Oorlog, kapitein Jonathan Archer. Hij legt uit dat een aantal Xindi een biowapen aan het produceren zijn op Aarde, in het jaar 2004. Om die reden stuurt hij Archer en T'Pol 149 jaar terug in de tijd. Hun missie is om te voorkomen dat ze dit wapen kunnen verspreiden en zodoende de mensheid uit te roeien.
Eenmaal in Detroit, Michigan, waar de Xindi zich bevinden, vinden ze de locatie waar het wapen wordt gemaakt. Verder komen ze erachter wie de persoon is die mensen van alle acht de bloedgroepen levert aan de Xindi. Zodra zij monsters hebben van alle bloedgroepen, kunnen ze een virus fabriceren waarmee de complete mensheid wordt uitgeroeid. Deze Loomis blijkt bereid voor relatief weinig geld deze mensen (levend maar verdoofd) te leveren. 
Na Archer binnen te smokkelen als zijnde slachtoffer nummer zeven, gaat hij op onderzoek uit en vindt hij het wapen. Zodra de Xindi hem doorhebben, willen ze het wapen al inzetten, ondanks dat ze slechts zes van de acht bloedgroepen zullen uitschakelen. Een achtervolging is het gevolg en Archer en T'Pol weten net op tijd te voorkomen dat het virus wordt verspreid via een dakventilator. De Xindi-agenten worden gedood, Loomis wordt gearresteerd (zijn verhalen over aliens en agenten uit de toekomst wordt uiteraard niet geloofd) en het tweetal van de Enterprise belandt via Daniels weer op de juiste plaats, in de juiste tijd. 

## Achtergrondinformatie
- Dokter Phlox, Travis Mayweather en Hoshi Sato komen in deze aflevering niet voor. Malcolm Reed komt niet in beeld.
- Deze aflevering kent ook geen scènes die zich afspelen in de brug, ziekenboeg of machinekamer van de Enterprise.
- In de Verenigde Staten werd deze aflevering door haar equivalent van de Kijkwijzer geschikt bevonden voor kinderen van 14 jaar of ouder, vanwege de rol van prostitutie en drugs in het verhaal. Deze aflevering is de enige binnen Star Trek met een waardering hoger dan 12 jaar.
- Deze aflevering heeft veel parallellen en gelijkenissen met de film Halloween van regisseur John Carpenter.

## Acteurs

### Hoofdrollen
- Scott Bakula als kapitein Jonathan Archer
- (John Billingsley als dokter Phlox)
- Jolene Blalock als overste T'Pol
- Dominic Keating als luitenant Malcolm Reed
- (Anthony Montgomery als vaandrig Travis Mayweather)
- (Linda Park als vaandrig Hoshi Sato)
- Connor Trinneer als overste Charles "Trip" Tucker III

### Gastrollen
- Leland Orser als Loomis
- Matt Winston als Daniels
- Jeffrey Dean Morgan als Damron

### Bijrollen

#### Bijrol met vermelding in de aftiteling
- Michael Childers als Strode
- Donna DuPlantier als prostituee
- Billy Mayo als politieagent
- Dan Warner als politieagent
- Erin Cummings als prostituee

#### Bijrol zonder vermelding in de aftiteling
- Tom Morga als een Xindi-reptiel
- Een hond als Porthos

## Links en referenties
- Carpenter Street op Memory Alpha
- (en)   Carpenter Street in de Internet Movie Database